# Anzahlkonstanz

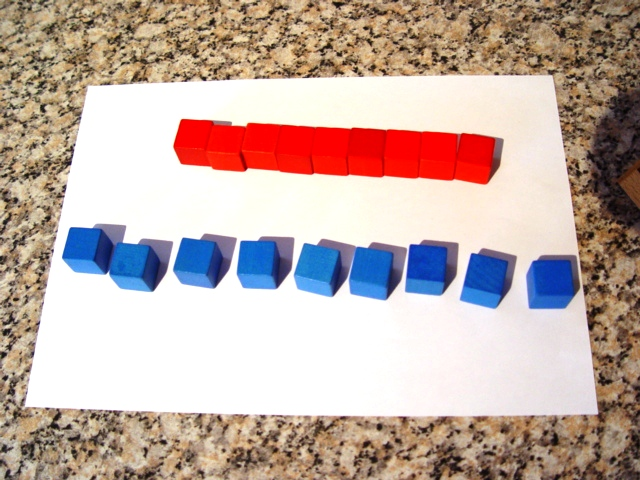
Erste Sequenz

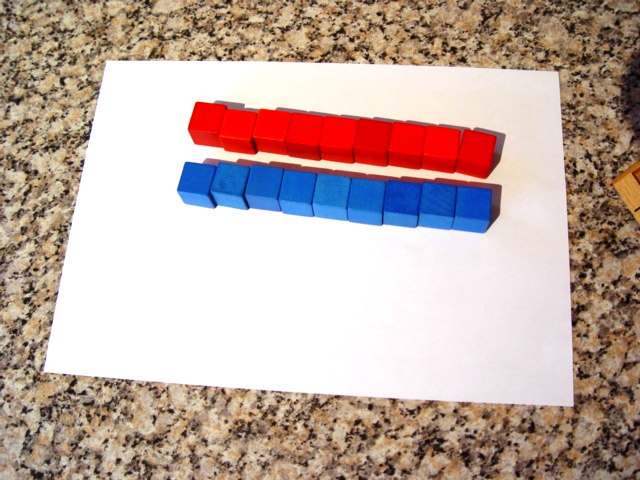
Zweite Sequenz

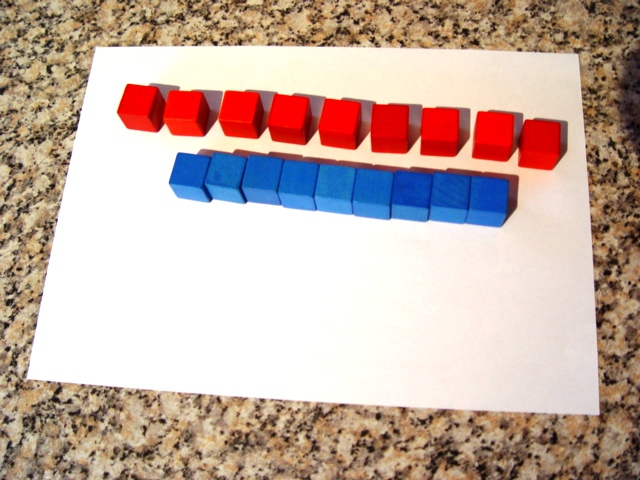
Dritte Sequenz

Anzahlkonstanz bezeichnet die Einsicht in die Konstanz einer Objektmenge bei Variation der räumlichen Anordnung oder bei unterschiedlicher Repräsentanz der Menge. Viele rechenschwache Kinder sind noch nicht anzahlkonstant. Sie wissen darum nicht, welche Eigenschaft einer Menge durch die Anzahl bezeichnet wird.

## Anzahlkonstanz bei Variation der räumlichen Anordnung
Test zur Anzahlkonstanz, 1. Sequenz: Der Proband soll hier ohne Zählen schätzen, welche Objektmenge größer ist.
Im zweiten Schritt soll der Proband seine Antwort durch Bewegen der Steine prüfen. Gelingt ihm die Herstellung der 1:1-Zuordnung nicht selbständig, so wird ihm geholfen. Praktisch alle Kinder, auch rechenschwache, beurteilen die Objektmengen in dieser Anordnung als gleich groß. 
Nach der Zerstörung der 1:1-Zuordnung reagieren viele rechenschwache Kinder variant, also nicht anzahlkonstant. Sie meinen, obwohl sie bei der zweiten Sequenz die Gleichheit der Mengen konstatiert haben, dass es in der dritten Anordnung unterschiedlich große Mengen sind.

## Anzahlkonstanz bei unterschiedlicher Repräsentanz
Hier wird analog zum Test zur Anzahlkonstanz bei Variation der räumlichen Anordnung verfahren, nur werden in der einen Reihe größere Objekte verwendet.